# Denzō Ishizaki
Denzō Ishizaki (in giapponese: 石崎 伝蔵, Ishizaki Denzō; Prefettura di Ibaraki, 2 ottobre 1886 (o 1884?) – Kanasagō, 29 aprile 1999) è stato un supercentenario giapponese che detenne il titolo di decano maschile dell'umanità dal 25 dicembre 1998, con la morte del 113enne statunitense Walter Richardson, fino al suo stesso decesso, avvenuto 4 mesi più tardi. Ishizaki fu inoltre la persona di sesso maschile giapponese più longeva di sempre fino al settembre 2001, quando Yukichi Chuganji superò la sua età finale (all'epoca, però, non era ancora stato screditato il caso di Shigechiyo Izumi).

## Biografia
Nonostante la data ufficiale di nascita di Denzo Ishizaki risultasse il 20 ottobre 1886, l'uomo asseriva di essere nato due anni prima, il che avrebbe significato essere l'uomo più longevo vivente al mondo dalla morte di Christian Mortensen, essendo Ishizaki nato potenzialmente prima di Walter Richardson. Nel 2023, alcune verifiche condotte dall'associazione di ricerca gerontologica LongeviQuest hanno permesso di retrodatare la sua nascita di 18 giorni, al 2 ottobre 1886.
Dopo la morte di Tase Matsunaga, il 18 novembre 1998, Denzō Ishizaki risultava la persona vivente più longeva del Giappone anche prendendo per buona la data di nascita del 1886. Fu inoltre la terza persona giapponese di sesso maschile a diventare supercentenaria, dopo Eiju Tsuru e il già citato Gengan Tonaki.
Ishizaki morì per insufficienza multiorgano il 29 aprile 1999, all'età ufficiale (riconosciuta dal Guinness dei primati) di 112 (o 114?) anni e 191 giorni, ma probabilmente di 112 (o 114?) anni e 209 in virtù della sopracitata retrodatazione della sua nascita; dopo la sua morte, il titolo di uomo vivente più longevo al mondo passò al 111enne spagnolo Antonio Urrea Hernández, mentre la persona giapponese vivente più longeva divenne la 111enne Kayo Fuiji (anche se all'epoca si credeva veritiero il caso di Kamato Hongo, screditato solo molti anni dopo).